# رادوسلاو کاونسکی

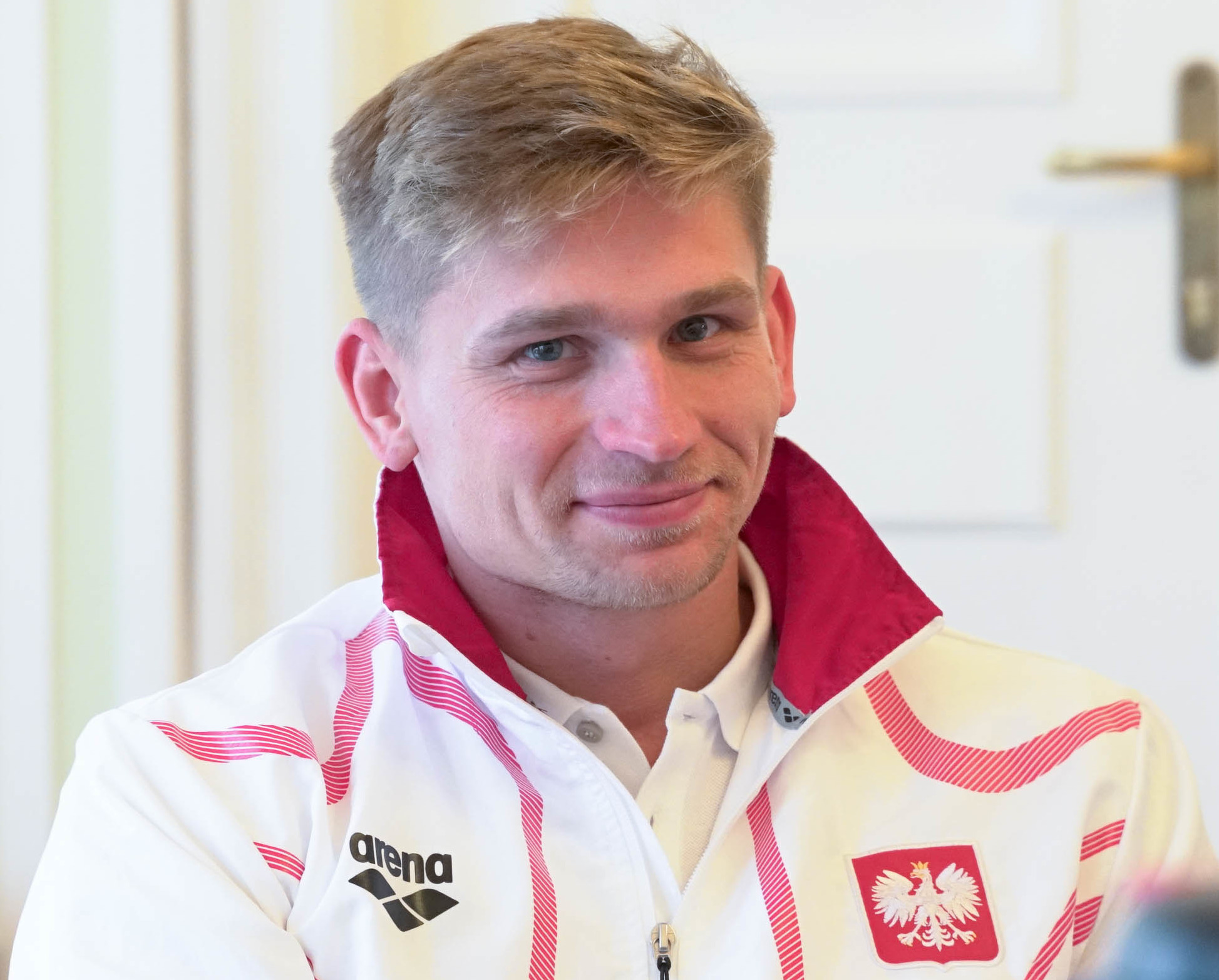
رادوسلاو کاونسکی

رادوسلاو کاونسکی (به انگلیسی: Radosław Kawęcki) (زادهٔ ۱۶ اوت ۱۹۹۱) شناگر اهل لهستان است.